# 藤原道雅
藤原 道雅（ふじわら の みちまさ）は、平安時代中期の公卿・歌人。藤原北家、儀同三司・伊周の長男。官位は従三位・左京大夫。小倉百人一首では左京大夫道雅。

## 経歴
祖父の中関白道隆に溺愛されて育つが、長徳元年（995年）に道隆は死去、さらに、翌長徳2年（996年）内大臣という高官にあった父・伊周が花山法皇に対し弓を射掛ける不敬事件を起こして大宰権帥に左遷され（長徳の変）、実家の中関白家が没落する中で成長する。
長保6年（1004年）従五位下に叙爵し、翌寛弘2年（1005年）正月に元服し、侍従に任官する。寛弘3年（1006年）右兵衛権佐に任ぜられると、寛弘5年（1008年）正五位下・右近衛少将、寛弘6年（1009年）従四位下と一条朝後期に武官を務めながら順調に昇進する。
寛弘8年（1011年）三条天皇の即位に伴って、春宮権亮に任ぜられ、新春宮・敦成親王（のちの後一条天皇）に仕える。皇位継承争いに敗れた敦康親王の外戚である道雅が勝者と言える敦成親王の家司に任じられるのは不自然であるが、道雅の境遇に同情した敦成の生母である藤原彰子が配慮したと考えられている。ところが、この年の12月15日、北野の斎場において、道雅が藤原頼宗およびその弟と他人の悪口を言い合っているのが見つかって問題視されている。頼宗は道雅の妹婿であり、その弟は具体名は記録されていないものの、当時の状況的に藤原顕信と推測される。この事件で処分こそされなかったが、年が明けると将来を悲観した顕信が突如出奔・出家している。また、この頃、道雅の妻であった平惟仲の娘が離縁して中宮藤原妍子に仕えており、悪口の中には女房達に対するものがあったという。
しかし、長和2年（1013年）の正月に道雅と藤原兼隆・藤原経通が相次いで勅勘を受けている（原因は不明）、同年4月に、三条天皇の皇子・敦明親王（後一条朝の皇太子）の従者であった織部司挑文師・小野為明が敦明の母である皇后・藤原娍子の住む弘徽殿に参上したところを、敦成親王の従者に拉致させ自邸へ連行させる。自邸において道雅は自ら為明の髪を掴んで周囲の者に打ち踏ませ、瀕死の重傷を負わせた。その後、敦明親王から訴えがあり、道雅は謹慎処分に処された。
長和4年（1015年）左近衛中将。長和5年（1016年）正月に後一条天皇践祚に際して藤原資平と共に蔵人頭に任じられたが、間もなく春宮権亮の功労という名目で従三位に叙せられて、在任8日目で蔵人頭を更迭されてしまう。更に同年9月に伊勢斎宮を退下し帰京していた当子内親王と密通し、翌長和6年（1017年）これを知った内親王の父三条院の怒りに触れて勅勘を被った。また、仲を裂かれた当子内親王は病により出家してしまった。
万寿元年（1024年）12月6日に花山法皇の皇女である上東門院女房が夜中の路上で殺され、翌朝に死体が野犬に食われた姿で発見された。この事件は朝廷の公家達を震撼させ、検非違使が捜査にあたり、翌万寿2年（1025年）3月に右衛門尉・平時通が容疑者として法師隆範を捕縛する。検非違使が尋問するも隆範は口が堅く、7月25日になってようやく隆範は道雅の命で皇女を殺害したと自白する。この自白の連絡を受けて、権力者の藤原道長・頼通親子も驚嘆したという。しかし、7月28日にこの殺害事件を起こした盗賊の首領という者が自首を申し出て、この首領に対する拷問実施の是非について判断しかねた検非違使別当・藤原経通から意見を求められた右大臣・藤原実資は、自首犯に対して拷問を行った事例はないとして不要の旨を、さらには首領に対する罪状を検非違使で決定すべきでない旨を回答している。結局、誰がこの首領を殺人事件の主犯として認定したのか、どのような刑罰に処したのか、そもそもこの主犯の氏名は何か、が各種記録に残っておらず、どのような形でこの事件が決着したのか明らかではない。なお、この事件の影響によるものか、翌万寿3年（1026年）に道雅は左近衛中将兼伊予権守を罷免され、右京権大夫（正五位上相当官）に左遷されている。
万寿4年（1027年）には、帯刀長・高階順業と賭博に興じていたところ激しい口論を始め、ついには道雅の狩衣の袖先を引き破った順業の乳父・惟宗兼任と路上で取っ組み合いの喧嘩を始めてしまう。そのため、往来の人々がこの喧嘩を見物するために大勢集まったという。
その後、後冷泉朝の寛徳2年（1045年）左京大夫に転じる。この年、公卿人事で動きがあったのは道雅の他は藤原良頼・経輔兄弟（隆家の子）が参議から権中納言に昇進しただけであった、すなわち中関白家系の人々の昇進だけであったことが特徴的である。この前年に藤原隆家が亡くなり、この年に後朱雀天皇が崩御したことで、長徳の変から一条天皇の後継者問題に至る藤原道長と伊周の対立に直接関与した人々は道雅に同情的であった彰子以外は全てこの世を去ったことになり、対立が既に過去のものになったことを象徴した人事とする評価がある。
しかし、位階について言えば、40年近くに亘って従三位から昇進できぬまま、天喜2年（1054年）7月10日に出家し、20日薨去。享年63。

## 人物
花山法皇の皇女を殺させた、敦明親王の雑色長小野為明を凌辱し重傷を負わせた、博打場で乱行した、など乱行が絶えなかったため、世上荒三位、悪三位などと呼ばれたという。
その一方で和歌には巧みであり、中古三十六歌仙の1人としても知られている。『後拾遺和歌集』5首、『詞花和歌集』2首と、勅撰和歌集に合わせて7首が入集。
『小倉百人一首』には道雅が当子内親王に贈った歌が採られている。
『後拾遺和歌集』の詞書には
とある。
左京大夫を務めていた晩年には、八条の邸宅にて「左京大夫八条山庄障子和歌合」と呼ばれる歌合を主催している。
賭博を巡って高階順業と喧嘩をした万寿4年（1027年）の末に藤原道長が病死するが、これ以降道雅の問題行動が収まったのか騒動に関する記録が見られなくなる。序文から長久年間に編纂されたと考えられている『大日本国法華験記』と呼ばれる説話集に記された源雅通の極楽往生譚の中で雅通の往生が事実か否かについて、道雅と老尼が論争して最終的に道雅が老尼の説に同意して信心を得るという逸話が載せられている。編纂年代が事実であるとすれば道雅の存命中に成立していたことになり、道雅は当時の世俗からは既に半ば過去の伝説上の人物か久しく無害無益の人物として扱われていたことを示していると言える。

## 官歴
注記のないものは『中古歌仙三十六人伝』による。
- 長保6年（1004年） 正月5日：従五位下（中宮御給）
- 寛弘2年（1005年） 正月4日：元服[12]。正月21日：侍従
- 寛弘3年（1006年） 正月28日：右兵衛権佐
- 寛弘4年（1007年） 正月16日：五位蔵人[22]
- 寛弘5年（1008年） 正月7日：従五位上。正月28日：右近衛少将[23]。12月：正五位下（冷泉院御給）。
- 寛弘6年（1009年） 正月7日：従四位下（一品内親王御給）
- 寛弘8年（1011年） 6月13日：春宮権亮（春宮・敦成親王（後の後一条天皇）立坊日）
- 長和2年（1013年） 正月7日：従四位上（春宮御給）
- 長和4年（1015年） 2月18日?：左近衛中将[23]
- 長和5年（1016年） 正月29日：蔵人頭、止春宮権亮（受禅）。2月7日：従三位（先坊間亮労）
- 治安4年（1024年） 4月26日：兼伊予権守[23]
- 万寿3年（1026年） 4月27日：右京権大夫[24]
- 寛徳2年（1045年） 10月23日：左京大夫
- 天喜2年（1054年） 7月10日：出家。7月20日：薨去

## 系譜
『尊卑分脈』による。
- 父：藤原伊周
- 母：源重光の娘
- 妻：藤原宣孝の娘
  - 女子：上東門院中将[25] - 中古三十六歌仙の一人、上東門院（藤原彰子）に仕えた。
- 妻：平惟仲の娘 - のち太后宮妍子女房大和宣旨[26]、藤原義忠室
  - 男子：観尊（1015年 - ?）
  - 女子：
- 生母不明の子女
  - 男子：覚助（1013年 - 1063年）